# I-CliPS
I-CliPS is een realityprogramma van de Vlaamse televisiezender Ketnet waarin jongeren de kans krijgen elk één videoclip te laten maken waarin ze met (edel)figuranten (zoals dansers en eventueel nep-bandleden) hun groot idool naspelen.
De professionele zanger Brahim presenteert, assisteert, figureert en coacht als mentor elke week over vier afleveringen (maandag tot donderdag) een paar kandidaten, die in stadia de audio- en visuele aspecten van twee videoclips afwerken met wisselende professionele coaches, onder meer voor zang, opname en choreografie. Op vrijdag krijgt elke kandidaat, samen met Brahim, dansers/figuranten, crew, familie en genodigden, het eindresultaat te zien. I-CliPS is voor het eerst uitgezonden in maart-april 2011. De clips worden ook wel apart heruitgezonden.
Tot de nagevolgde artiesten behoren de Jonas Brothers, Justin Bieber, Selena Gomez & The Scene, Shakira, Emilíana Torrini en Ke$ha.